# The Daily
The Daily foi um jornal desenvolvido pela News Corporation em parceria com a Apple em edição totalmente digital sendo o primeiro jornal para tablets do mundo.
O The Daily foi lançado em 2 de fevereiro de 2011 em um museu de Nova York, porém, o empreendimento foi interrompido em 15 de dezembro de 2012, pois em seu primeiro ano, acumulou US$ 10 milhões de perdas devido a concorrência de outras mídias digitais de uso livre, além de não ter agradado ao público regular das empresas do grupo News Corporation.

## Ligação externa
- The Daily